# Ambjörnarps församling
Ambjörnarps församling var en församling i Tranemo pastorat i Kinds kontrakt i Göteborgs stift i Svenska kyrkan. Församlingen låg i Tranemo kommun i Västra Götalands län. Församlingen uppgick 2014 i Tranemo församling.

## Administrativ historik
Församlingen har medeltida ursprung. 
Församlingen var till 2014 annexförsamling i pastoratet Tranemo, Mossebo, Ambjörnarp och Sjötofta som åtminstone 1546 även omfattade Limmareds församling och Tyggestorps församling. Församlingen uppgick 2014 i Tranemo församling.

## Kyrkor
- Ambjörnarps kyrka